# قضية نسب (مسلسل)
قضية نسب مسلسل دراما مصري عرض في عام 2006 من إخراج مدحت السباعي وتأليف مصطفى إبراهيم.

## القصة
أسرة تتكون من زوج وزوجـة وسبعة أبناء غير أشقاء كل منهم له عالمه ومشاكله الخاصة، والزمن الذي يعيشون فيه مختلف تمامًا عـن زمن الأب والأم، ولذلك تتصادم أفكارهم مع بعضها البعض.

## بطولة
- عبلة كامل (غادة هيكل).
- عزت أبو عوف (عمر رياض).
- أحمد السعدني (بسام ابن عمر).
- إنجي شرف (ميريهان ابنة عمر الكبري).
- إيمي (شاهيناز ابنة عمر الثانية).
- إيمان العاصي (باكينام ابنة عمر الثالثة).
- ماهر عصام (شادي ابن غادة الأول).
- أميرة هاني (رانيا ابنة غادة الأولى).
- ياسمين الجيلاني (ياسمين ابنة غادة الثانية).
- ياسر فرج (تامر).
- هشام المليجي (وائل).
- إحسان القلعاوي (حماة غادة).
- حسام فارس (هاني زوج شاهيناز).
- محمد ظاظا.
- رشا نجاد (داليا زوجة سابقة لبسام).
- علي عسلية.
- إيفا (والدة هاني).
- محمد خيري.
- سعيد صديق (محامي عمر رياض وغادة هيكل).
- عبد السلام الدهشان.
- محمد ريحان.
- محمد عبد الحليم.
- عاطف عمار (ضابط المباحث وصديق لعمر).
- شروق (والدة داليا).
- حمدي السخاوي.
- رودينا فهمي (منى).
- ندى عادل.